# انگلیسی (مجموعه تلویزیونی)
انگلیسی (انگلیسی: The English) یک مینی‌سریال تلویزیونی ضد وسترن تولید شده توسط بی‌بی‌سی و آمازون پرایم، به نویسندگی و کارگردانی هوگو بلیک است. امیلی بلانت و چاسک اسپنسر در آن بازی کردند. این مینی‌سریال در ۱۰ نوامبر ۲۰۲۲ در بریتانیا از بی‌بی‌سی دو و در ۱۱ نوامبر ۲۰۲۲ در ایالات متحده آمریکا از آمازون پرایم ویدئو پخش شد.